# George Rowland Stanley Baring

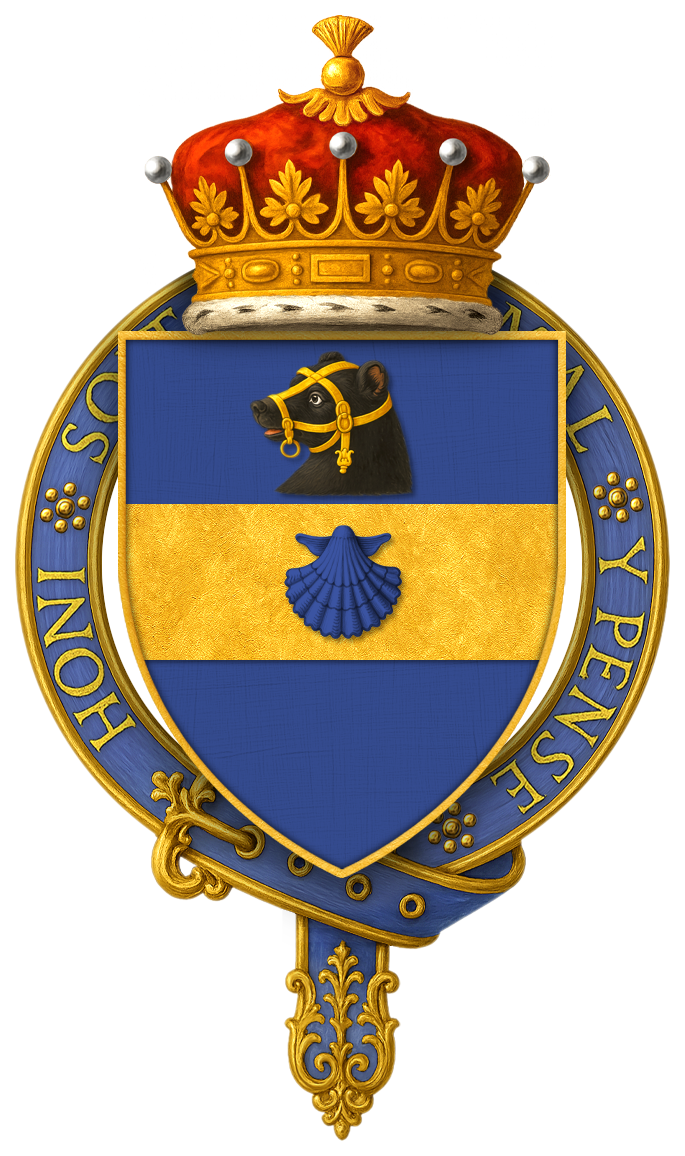
Escudo de armas de Rowland Baring, tercer conde de Cromer, KG, GCMG, MBE, PC

Rowland Stanley Baring (28 de julio de 1918 – 16 de marzo de 1991) fue un banquero y diplomático británico. Después de servir en la Segunda Guerra Mundial, fue gobernador del Banco de Inglaterra (1961-1966), y embajador de Gran Bretaña en los Estados Unidos (1971-1974).

## Primeros años y carrera militar
Hijo mayor de Rowland Baring, 2.º conde de Cromer y de su esposa, Ruby Elliot-Murray-Kynynmound. Era nieto de Evelyn Baring, 1.er conde de Cromer. Fue educado en el Eton College y en el Trinity College, Cambridge, que dejó después de un año. Sirvió con la Guardia de Granaderos durante la Segunda Guerra Mundial, donde obtuvo el grado de teniente coronel, convirtiéndose en miembro de la Orden del Imperio Británico.

## Carrera bancaria y diplomática
Después de servir como secretario privado de Freeman Freeman-Thomas, 1.er marqués de Willingdon en 1938, se unió al Banco Barings (Barings Bank), fundado por su antepasado Sir Francis Baring, como secretario. Después del servicio militar durante la guerra fue director general del Barings entre 1949 y 1959. Luego se desempeñó como ministro de Economía en la embajada británica en Washington, así como director ejecutivo del Fondo Monetario Internacional, Banco Internacional de Reconstrucción y Desarrollo, y la Corporación Financiera Internacional.
En 1961, fue nombrado gobernador del Banco de Inglaterra, cargo que ocupó hasta 1966. Durante su mandato, tuvo problemas con entrante primer ministro laborista, Harold Wilson, por el deseo de Cromer de ver el contenido del gasto del gobierno, lo cual puede haber contribuido a su decisión de no buscar un segundo mandato. Posteriormente fue nombrado al Consejo Privado. Él fue el responsable del Informe Cromer sobre  el Lloyd's of London.
De 1971 a 1974 se desempeñó como Embajador de Gran Bretaña en los Estados Unidos. Tras su nombramiento se convirtió en caballero comendador de la Orden de San Miguel y San Jorge, siendo elevado al rango de caballero gran cruz en 1974. Fue miembro del comité ejecutivo de la Sociedad de Peregrinos.
En 1977, fue nombrado caballero de la Orden de la Jarretera.

## Vida personal
Cromer se casó con Esmé Mary Gabriel Harmsworth (1922-2011) en 1942, hija de Esmond Harmsworth, 2.º vizconde Rothermere.
- Lana Mary Gabriel (1943–1974).
- Evelyn Rowland Esmond (nacido en 1946), sucedió a su padre como 4.º conde de Cromer.
- Vivian John Rowland (1950).

Murió el 16 de marzo de 1991 en Londres.
- Datos: Q4078231